# Заслуженный работник промышленности СССР
Заслу́женный рабо́тник промы́шленности СССР — почётное звание высококвалифицированных работников,  работающих в промышленности не менее 15 лет. Присваивалось в СССР за выдающиеся достижения в повышении производительности труда, качества продукции и снижении её себестоимости, разработку и внедрение новейшей техники, технологии и новых видов продукции, отвечающих высшему мировому уровню, обеспечение высокоэффективного производства.
Звание присваивалось Президиумом Верховного Совета СССР по представлению соответствующих министерств, государственных комитетов и ведомств СССР, в ведении которых находятся предприятия, объединения, учреждения и организации промышленности, Советов Министров союзных республик. Лицам, удостоенным звания «Заслуженный работник промышленности СССР», вручались грамота Президиума Верховного Совета СССР и нагрудный знак установленного образца, носимый на правой стороне груди, над орденами СССР (при их наличии).

## История
- Установлено Указом Президиума Верховного Совета СССР от 8 февраля 1989 года[1].

Первым этого звания Указом Президиума Верховного Совета СССР от 26 сентября 1989 года был удостоен начальник и генеральный конструктор Центрального специализированного конструкторского бюро («ЦСКБ-Прогресс») Дмитрий Ильич Козлов.

## Лауреаты звания
За всю историю существования звания (с февраля 1989 по декабрь 1991) его были удостоены 50 человек (дата награждения, номер нагрудного знака):
1. Козлов Дмитрий Ильич (26.09.1989, № 1) — начальник и главный конструктор Центрального специализированного конструкторского бюро Министерства общего машиностроения СССР, гор. Куйбышев.
2. Калашников Михаил Тимофеевич (09.11.1989, № 2) — главный конструктор — начальник конструкторского бюро по стрелковому оружию научно-производственного объединения «Ижмаш» Министерства оборонной промышленности СССР, Удмуртская АССР.
3. Кузнецов Юрий Дмитриевич (08.12.1989, № 3) — волочильщик Кольчугинского завода по обработке цветных металлов имени С. Орджоникидзе Министерства металлургии СССР, Владимирская область.
4. Лукоянов Ноэль Николаевич (08.12.1989, № 4) — генеральный директор научно-производственного объединения часовой промышленности Министерства приборостроения, средств автоматизации и систем управления СССР, гор. Москва.
5. Стуров Леонид Тимофеевич (08.12.1989, № 5) — сталевар Новолипецкого металлургического комбината имени Ю. В. Андропова Министерства металлургии СССР, Липецкая область.
6. Тернавский Евгений Александрович (08.12.1989, № 6) — начальник цеха Киевского химико-фармацевтического завода имени М. В. Ломоносова Министерства медицинской промышленности СССР, Украинская ССР.
7. Чебак Галина Владимировна (08.12.1989, № 7) — генеральный  директор   Одесского производственного химико-фармацевтического объединения имени 60-летия СССР Министерства медицинской промышленности СССР, Украинская ССР.
8. Кузнецов Александр Николаевич (08.01.1990, № 8) — директор Красноярского металлургического завода Министерства авиационной промышленности СССР.
9. Степнов Василий Никитович (08.01.1990, № 9) — генеральный директор производственного объединения «Раменский приборостроительный завод» Министерства авиационной промышленности СССР, Московская область.
10. Глазков Николай Семёнович (17.01.1990, № 11) — мастер-бригадир резчиков по дереву Московского завода художественных часов.
11. Кравцов Иван Кириллович (17.01.1990, № 10) — директор Казахского опытно-экспериментального завода геофизических приборов, гор. Алма-Ата, Казахская ССР.
12. Чечёткин Владимир Степанович (17.01.1990, № 12) — главный геолог Читинского производственного геологического объединения Министерства геологии РСФСР, Читинская область.
13. Михель Артур Иванович (18.06.1990, № 14) — директор троллейбусного завода имени Урицкого Министерства автомобильного и сельскохозяйственного машиностроения СССР, город Энгельс Саратовской области.
14. Торопин Геннадий Петрович (01.08.1990 № 15) — директор Дятьковского хрустального завода Министерства промышленности строительных материалов РСФСР, Брянская область.
15. Трещёв Фёдор Иванович (01.08.1990, № 13) — директор Вятскополянского машиностроительного завода «Молот» Министерства оборонной промышленности СССР, гор. Вятские Поляны Кировской области.
16. Мальчевский Анатолий Иванович (12.09.1990, № 16) — директор Киевского производственного объединения «Химволокно» имени 50-летия Великой Октябрьской социалистической революции.
17. Шальнов Юрий Васильевич (12.09.1990, № 17) — главный инженер Кирово-Чепецкого химического комбината имени Б. П. Константинова, Кировская область.
18. Авксентьев Александр Павлович (12.12.1990, № 21) — рабочий предприятия Министерства электронной промышленности СССР, гор. Казань.
19. Боровской Александр Иванович (12.12.1990, № 22) — главный инженер Ленинградского объединения электронного приборостроения «Светлана» Министерства электронной промышленности СССР, гор. Ленинград.
20. Уксусов Аркадий Степанович (12.12.1990, № 23) — специалист предприятия Министерства электронной промышленности СССР, гор. Москва.
21. Карасёв Борис Егорович (13.12.1990, № 18) — специалист предприятия Министерства авиационной промышленности СССР, гор. Москва.
22. Иванова Елена Вениаминовна (28.12.1990, № 19) — рабочая предприятия Министерства атомной энергетики и промышленности СССР, гор. Москва
23. Матвеев Виктор Васильевич (28.12.1990, № 20) — директор Специализированного научно-исследовательского института приборостроения Министерства атомной энергетики и промышленности СССР, гор. Москва.
24. Давидян Эдуард Шамирович (28.12.1990, № 24) — генеральный директор Чимкентского производственного объединения по выпуску кузнечно-прессового оборудования Министерства станкостроительной и инструментальной промышленности СССР, Казахская ССР.
25. Челищев Борис Алексеевич (28.12.1990, № 25) — старший научный сотрудник Экспериментального научно-исследовательского института кузнечно-прессового машиностроения Министерства станкостроительной и инструментальной промышленности СССР, гор. Воронеж.
26. Кенжебекова Кулайша (25.02.1991, № 26) — швея Чимкентского производственно-швейного объединения «Восход», Казахская ССР.
27. Рамаданов Талат Мугришаевич (25.02.1991, № 27) — генеральный директор производственного объединения по переработке пластмасс «Кзыл ту», гор. Алма-Ата, Казахская ССР.
28. Высоцкий Михаил Степанович (30.04.1991, № 28) — главный конструктор Белорусского объединения по производству большегрузных автомобилей имени 60-летия Великого Октября Министерства автомобильного и сельскохозяйственного машиностроения СССР, г. Минск.
29. Лимонов Вячеслав Николаевич (21.06.1991, № 29) — генеральный директор Угличского производственного объединения «Чайка», Ярославская область.
30. Щаников Николай Иванович (28.06.1991, № 30) — заместитель главного конструктора Всесоюзного научно-исследовательского института экспериментальной физики Министерства атомной энергетики и промышленности СССР, Нижегородская область, г. Саров.
31. Видяев Борис Павлович (28.11.1991) — генеральный директор производственного объединения «ГАЗ», Нижегородская область.
32. Горожанинов Юрий Иванович (29.11.1991) — генеральный директор Уральского автомобильного завода (производственное объединение «УралАЗ»), Челябинская область, г. Миасс.
33. Исаев, Юрий Алексеевич (29.11.1991) — генеральный директор Ульяновского автомобильного завода имени В. И. Ленина (производственное объединение «АвтоУАЗ»), Ульяновская область.
34. Крупич Владимир Иванович (03.12.1991) — директор Новогрудского завода газовой аппаратуры, Гродненская область, Белорусская ССР.
35. Шабалин Эдуард Николаевич (04.12.1991) — генеральный директор Кировского электромашиностроительного производственного объединения имени Лепсе, Кировская область.
36. Деняк Виктор Андреевич (04.12.1991) — директор Конотопского электромеханического завода «Красный металлист», Сумская область, Украинская ССР.
37. Фетисов Владимир Анатольевич (04.12.1991) — генеральный директор Донского горнообогатительного комбината имени 50-летия СССР, Актюбинская область, Казахская ССР.
38. Павлов Виктор Иванович (04.12.1991) — бригадир проходчиков шахты имени Н. А. Изотова производственного объединения «Артемуголь», Донецкая область, Украинская ССР.
39. Романов Владимир Фёдорович (04.12.1991) — директор Всесоюзного научно-исследовательского инструментального института, гор. Москва.
40. Нисенман Владимир Исаевич (04.12.1991) — генеральный директор Липецкого станкостроительного производственного объединения.
41. Фальчевский Альфред Иосифович (04.12.1991) — генеральный директор Омского производственного объединения «Иртыш», Омская область.
42. Зеленов Николай Александрович (20.12.1991) — генеральный директор Нижнекамского производственного объединения «Нижнекамскшина», Республика Татарстан.
43. Ложченко Николай Родионович (20.12.1991) — генеральный директор производственного объединения «Челябинский тракторный завод имени В. И. Ленина», Челябинская область.
44. Переварин Василий Георгиевич (20.12.1991) — генеральный директор акционерного предприятия «Пензенский часовой завод» Акционерного общества «Часпром».
45. Абрамов Николай Вартанович (20.12.1991) — генеральный директор Тольяттинского производственного объединения «Синтезкаучук», Самарская область
46. Гунин Яков Степанович (20.12.1991) — директор Хлебниковского машиностроительно-судоремонтного завода Московского речного пароходства Российского государственного концерна речного флота, Московская область.
47. Павлюков Валентин Григорьевич (20.12.1991) — генеральный директор Саратовского электроагрегатного производственного объединения.
48. Копылов Виктор Селивёрстович (21.12.1991) — генеральный директор производственного объединения «Горьковский телевизионный завод имени В. И. Ленина».
49. Галкин Лев Владимирович (21.12.1991) — генеральный директор производственного объединения «Звенигород» Одинцовского района Московской области.
50. Брайко Валерий Николаевич (21.12.1991) — генеральный директор Северо-Восточного производственного золотодобывающего объединения («Северовостокзолото»), Магаданская область.